# Route nationale 1 (Mali)
Pour les articles homonymes, voir Route nationale 1.

La Route nationale 1 traverse le Mali, initialement depuis Diéma sur la route nationale 3, dans la région de Nioro du Sahel, jusqu'à la frontière sénégalaise suivant un axe Est/Ouest, c'est l'un des principaux axe de transport du pays. Jadis, la route nationale 1 s'étendait jusqu'à Bamako, depuis la reclassification, l'axe Diéma-Bamako constitue une partie de la route nationale 3.

## Tracé
De son point de départ initial à Bamako (rond-point), elle  mène par Kayes à Diboli jusqu'au pont routier de Kidira sur la rivière frontalière de Falémé et se poursuit de la N 1 vers Dakar au Sénégal. À Kokani, elle traverse la RN13 et à Dideni, la RN4. Elle comptait 708 kilomètres de longueur avant la nouvelle classification. En 2015, la longueur de la RN 1 est relevée à 362 km et la circulation est 8,30 millions de véhicules km/jour.
D'Est en ouest la route dessert les localités de :
- Diéma, RN 3, km 0
- Diangounté, km 48
- Lakamané, km 81
- Sandaré, km 132
- Lambatara, km 180
- Maréna Tringa, km 186
- Dialaka, km 193
- Ségala Ndi, km 213
- Kersignane, RN 23, km 263
- Contournement de Kayes, km 266 à km 277
- Diala Banlieue, km 280
- Samé Plantation, km 292
- Ambidédi Poste, km 314
- Diboli, km 367, Frontière entre le Mali et le Sénégal